# Peter Norman Nissen

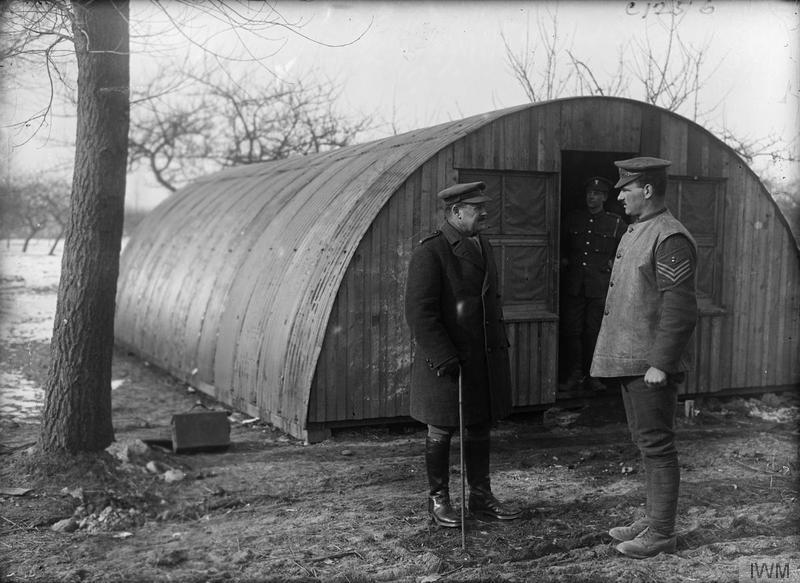
Nissen hablando con el sargento mayor Frederick TE Skinn, 29 (Parque Avanzado). Royal Engineers, frente a un Cobertizo Nissen en 1917

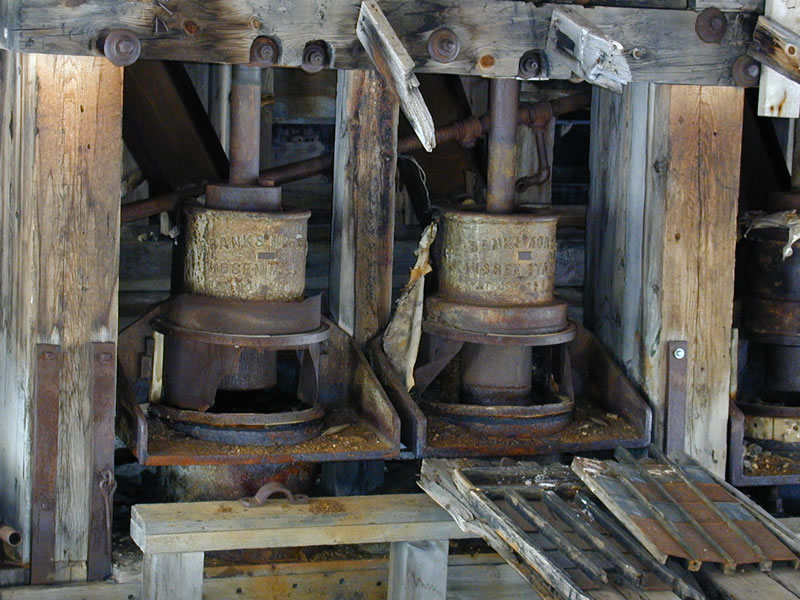
Dos sellos Nissen, instalados en 1909 en Sound Democrat Mill cerca de Silverton, Colorado

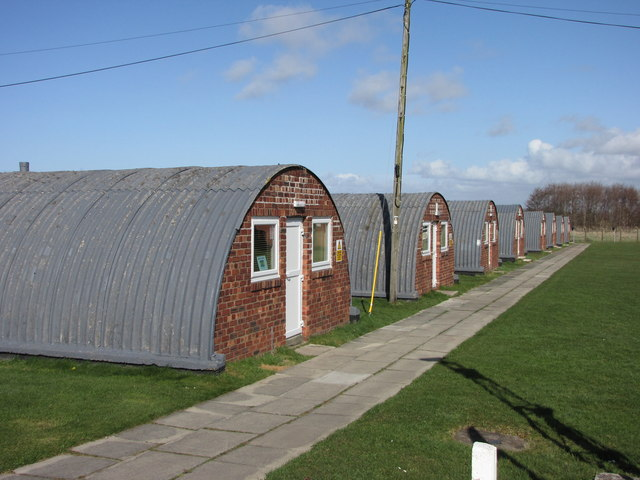
Cobertizos Nissen en el campo de entrenamiento de Altcar

Peter Norman Nissen, DSO (6 de agosto de 1871 – 2 de marzo de 1930) fue un ingeniero de minas, inventor y oficial del ejército canadiense-estadounidense- británico. Poseía una serie de patentes para sus inventos y desarrolló el Cobertizo Nissen durante la Primera Guerra Mundial .

## Primeros años
Peter Nissen nació en los Estados Unidos. Su padre, Georg Herman Nissen, había emigrado de Bergen, Noruega, durante 1857. Georg Nissen fue principalmente un ingeniero de minas que desarrolló un molino de sellos utilizado para triturar minerales. La familia, que incluía a su esposa Annie Lavinia Fitch y su hijo Peter, viajaron por los Estados Unidos y Canadá mientras él cambiaba de lugar de trabajo.
Peter Nissen se mudó con su familia a Canadá en 1891. Residió en Halifax, Nueva Escocia y luego estudió ingeniería de minas en la Escuela de Minería y Agricultura de la Universidad de Queen en Kingston, Ontario. Nissen completó sus estudios sin tomar el examen final. En la universidad conoció a Louisa Mair Richmond, con quien se casó en 1900.

## Primera Guerra Mundial

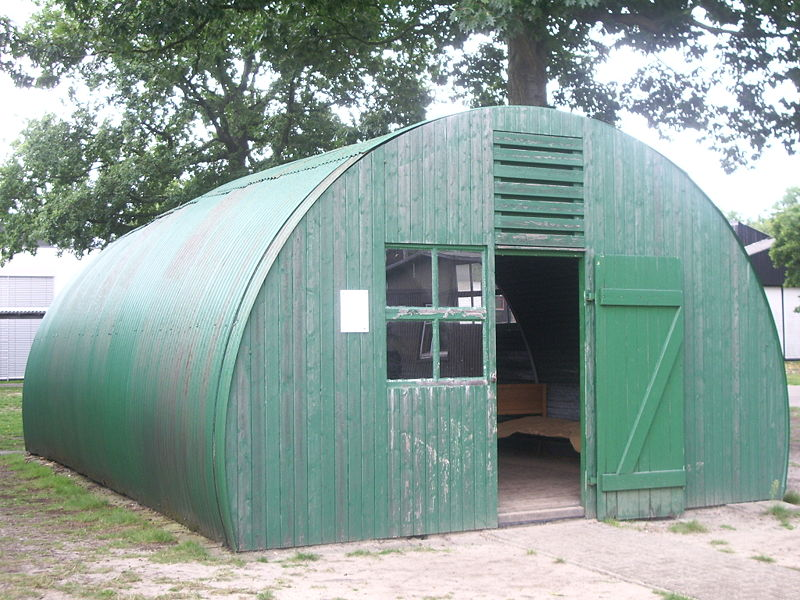
Nissen Hut

En 1910 se mudó a Witwatersrand, Sudáfrica con su esposa e hija Betty y en 1913 se mudó a Gran Bretaña. Nissen trabajó allí principalmente en la venta y distribución de la fábrica de sellos Nissen hasta que se unió al ejército británico al comienzo de la Primera Guerra Mundial . Fue comisionado en enero de 1915 en Sherwood Foresters (Regimiento de Nottinghamshire y Derbyshire), transferido a la academia Royal Engineers en mayo de 1915.
Entre el 16 y el 18 de abril de 1916, el Mayor Nissen de la 29.ª Compañía de Royal Engineers comenzó a experimentar con diseños de cabañas y cobertizos. Nissen construyó tres prototipos de cabañas semicilíndricas. Su diseño estuvo sujeto a una revisión intensiva por parte de sus compañeros oficiales, los tenientes coroneles Shelly, Sewell y McDonald, y el general Clive Gerard Liddell, quienes ayudaron a Nissen a desarrollar el diseño. Después de que se completó el tercer prototipo, se formalizó el diseño y el Cobertizo Nissen se puso en producción en agosto de 1916.
Dos factores influyeron en el diseño de la cabaña. Primero, el edificio tenía que ser económico en el uso de materiales, especialmente considerando la escasez de material de construcción durante la guerra. En segundo lugar, el edificio tenía que ser portátil; esto fue particularmente importante en vista de la escasez de espacio de envío durante la guerra. Esto condujo a una forma simple prefabricada para facilitar su montaje y desmontaje. El cobertizo Nissen podría ser embalado en un vagón militar estándar y levantada por seis hombres en cuatro horas. El récord de armado fue de 1 hora 27 minutos. Al menos 100.000 unidadescse produjeron en la Primera Guerra Mundial.
Nissen patentó su invento en el Reino Unido en 1916 y más tarde se obtuvieron patentes en Estados Unidos, Canadá, Sudáfrica y Australia. Nissen recibió regalías del gobierno británico solo por su venta después del conflicto; Recibí unas 13.000 libras esterlinas. La producción de cabañas Nissen se suspendió entre las guerras, pero revivió en 1939. Nissen Buildings Ltd renunció a sus derechos de patente para la producción en tiempo de guerra durante la Segunda Guerra Mundial (1939-1945).
En la celebración de Honores del Año Nuevo de 1917, Nissen recibió la Orden de Servicio Distinguido por su contribución al esfuerzo bélico. Fue condecorado con la Orden de San Sava, tercera clase, por Serbia en 1919. Después de la Guerra, abandonó el ejército con el grado de teniente coronel .

## Años posteriores
Se naturalizó en 1921 como británico. En ese año compró Deepdale, una imponente casa en Westerham Hill, Westerham en Kent, donde vivió hasta su muerte. Hasta al menos la década de 1970, dos cobertizos Nissen se utilizaron como garajes en Deepdale.
Su primera esposa, Louisa, murió en julio de 1923. Nissen se casó con Lauretta Maitland en 1924 y tuvieron dos hijos, Peter y George. Murió en 1930 y fue enterrado en el cementerio de St Mary en Westerham.

## Patentes
- Molino de sellos de mineral. US 776414 A. Fecha de publicación 29 de noviembre de 1904. Asignado a The Nissen Engineering Co.
- Mortero de molienda de estampillas de mineral. US 945135 A. Fecha de publicación 4 de enero de 1910. Asignado a The Nissen Engineering Co.[9]

## Lectura relacionada
- Fred McCosh (1997). Nissen of the Huts: A biography of Lt Col. Peter Nissen, DSO. B D Publishing. ISBN 0-9525799-1-X.
- Stephen Van Dulken (2002). «The Nissen Hut». Inventing the 20th century: 100 inventions that shaped the world. p. 44. ISBN 978-0-8147-8812-7.